# Wu Weiye

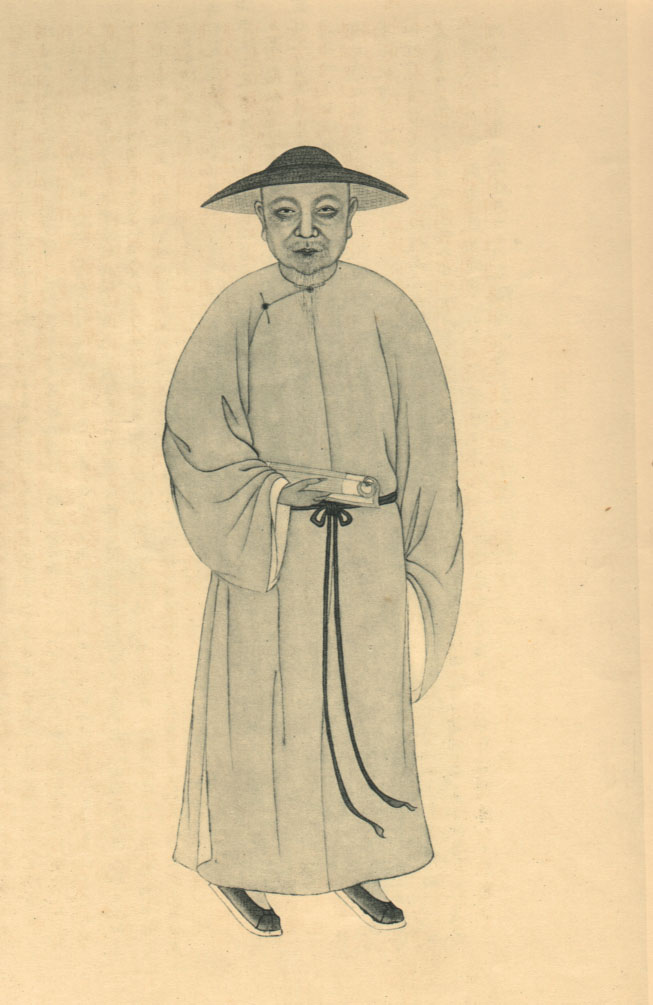
Wu Weiye (吳偉業), retrato en un libro escolar del.

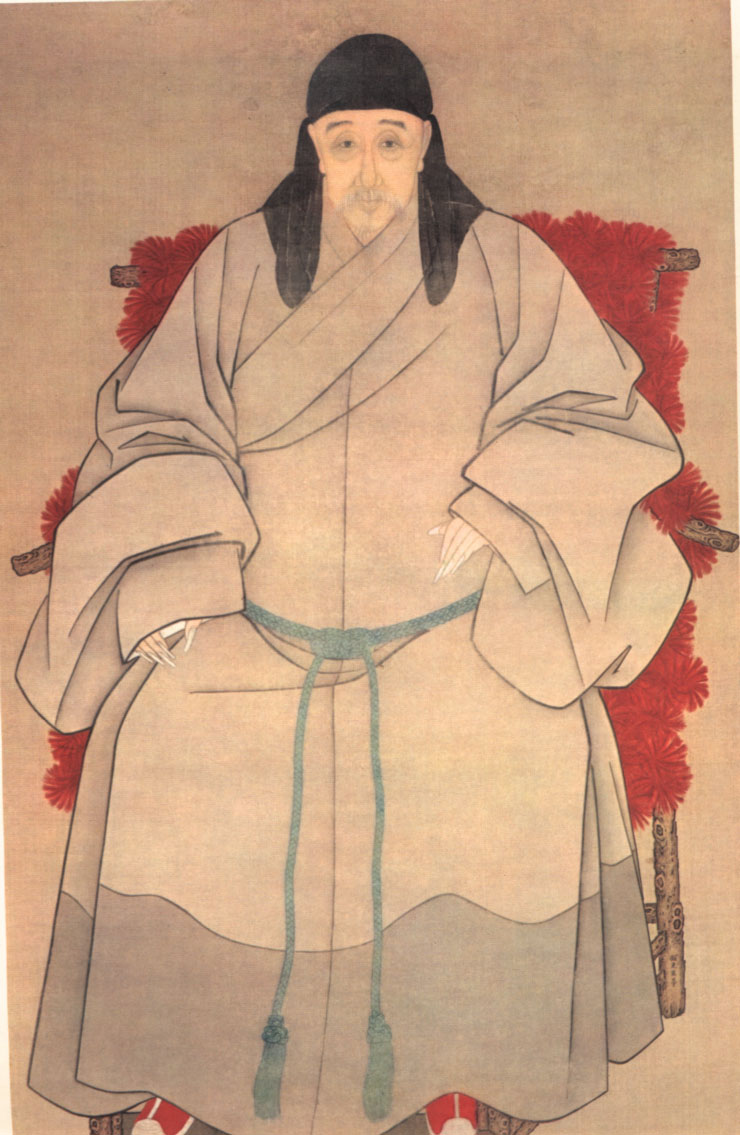
Wu Weiye, retrato de hacia 1680.

Wu Weiye (1609-1671) fue un poeta chino y político. Fue poeta en poesía china clásica. Vivió durante los tiempos difíciles de la transición Ming-Qing. Junto con Gong Dingzi y Qian Qianyi, Wu Weiye es famoso como uno de Los tres maestros de Jiangdong. Wu Weiye era conocido por escribir en la forma poética ci (canción lírica) así como por escribir sobre acontecimientos del momento tanto en versos regulares ci como en la forma larga de siete sílabas, gexing.